# Band of Joy (album)
Pour les articles homonymes, voir Band of Joy.
Albums de Robert Plant
Raising Sand
(2007) Lullaby and… The Ceaseless Roar
(2014)
Singles
1. Angel Dance
Sortie : 2010

Band of Joy est le neuvième album studio de Robert Plant, sorti le 13 septembre 2010.
Pour cet opus, Robert Plant est accompagné de son groupe, Band of Joy, qui avait déjà été actif de 1965 à 1968 puis de 1977 à 1983.
L'album se classe 3e au UK Albums Chart, 2e au Top Rock Albums, 5e au Billboard 200 et 9e au Top Digital Albums.
En 2011, Robert Plant est nommé aux Grammy Awards dans la catégorie « meilleure prestation rock par un artiste solo » pour la chanson Silver Rider, et dans la catégorie « meilleur artiste solo masculin britannique » aux Brit Awards.

## Titres
| No  | Titre                             | Auteur                                            | Durée |
| --- | --------------------------------- | ------------------------------------------------- | ----- |
| 1.  | Angel Dance                       | David Hidalgo, Louie Perez                        | 3:50  |
| 2.  | House of Cards                    | Richard Thompson                                  | 3:14  |
| 3.  | Central Two-O-Nine                | Robert Plant, Buddy Miller                        | 2:49  |
| 4.  | Silver Rider                      | Zachary Micheletti, Mimi Parker, Alan Sparhawk    | 6:06  |
| 5.  | You Can't Buy My Love             | Billy Babineaux, Bobby Babineaux                  | 3:11  |
| 6.  | Falling in Love Again             | Dillard Crume, Andrew Kelly                       | 3:38  |
| 7.  | The Only Sound That Matters       | Gregory Vanderpool                                | 3:45  |
| 8.  | Monkey                            | Micheletti, Parker, Sparhawk                      | 4:58  |
| 9.  | Cindy, I'll Marry You Someday     | Traditionnel, arrangements par Plant et Miller    | 3:37  |
| 10. | Harm's Swift Way                  | Townes Van Zandt                                  | 4:19  |
| 11. | Satan Your Kingdom Must Come Down | Traditionnel, arrangements par Plant et Miller    | 4:12  |
| 12. | Even This Shall Pass Away         | Theodore Tilton, arrangements par Plant et Miller | 4:03  |

## Musiciens
- Robert Plant : chant, chœurs
- Bekka Bramlett : chœurs  (pistes 1 et 2)
- Marco Giovino : batterie, percussions, chœurs
- Patty Griffin : chant, chœurs (pistes 2 à 5, 8, 10 et 11)
- Byron House : basse, contrebasse
- Buddy Miller : guitare électrique, guitare baryton, basse à six cordes, mandoline, chœurs
- Darrell Scott : guitare acoustique, mandoline, mandole ténor/alto, banjos, accordéon, pedal steel guitar, lap steel guitar, chœurs